# Imanol Agirretxe
Imanol Agirretxe Arruti (ur. 24 lutego 1987 w Usurbil) –  były hiszpański piłkarz grający na pozycji napastnika.

## Kariera piłkarska
Swoją karierę Agirretxe rozpoczął w klubie Athletic Bilbao. W 2003 roku podjął treningi w Realu Sociedad. W sezonie 2004/2005 został członkiem zespołu rezerw Realu, a następnie także pierwszej drużyny. 8 maja 2005 zadebiutował w Primera División w przegranym 0:2 wyjazdowym meczu z Getafe CF. 15 maja 2005 w przegranym 1:3 domowym spotkaniu z Málagą strzelił swojego pierwszego gola w Primera División. W kolejnych sezonach Agirretxe występował głównie w rezerwach Realu i sporadycznie pojawiał się na boiskach Primera División. W sezonie 2006/2007, w którym Sociedad spadł do Segunda División, był wypożyczony do CD Castellón. W sezonie 2008/2009 stał się podstawowym zawodnikiem Realu. Z kolei w sezonie 2009/2010 wywalczył z Realem awans z Segunda do Primera División. 29 sierpnia 2018 roku zdecydował się zakończyć piłkarską karierę po odniesieniu poważnej kontuzji.
| Sezon   | Klub            | Kraj      | Rozgrywki          | Mecze | Bramki |
| ------- | --------------- | --------- | ------------------ | ----- | ------ |
| 2004/05 | Real Sociedad   | Hiszpania | Primera División   | 3     | 1      |
| 2004/05 | Real Sociedad B | Hiszpania | Segunda División B | 23    | 7      |
| 2005/06 | Real Sociedad   | Hiszpania | Primera División   | 1     | 0      |
| 2005/06 | Real Sociedad B | Hiszpania | Segunda División B | 34    | 12     |
| 2006/07 | Real Sociedad   | Hiszpania | Primera División   | 6     | 0      |
| 2006/07 | Real Sociedad B | Hiszpania | Segunda División B | 12    | 3      |
| 2006/07 | CD Castellón    | Hiszpania | Segunda División   | 8     | 1      |
| 2007/08 | Real Sociedad   | Hiszpania | Segunda División   | 2     | 0      |
| 2007/08 | Real Sociedad B | Hiszpania | Segunda División B | 30    | 9      |
| 2008/09 | Real Sociedad   | Hiszpania | Segunda División   | 28    | 9      |
| 2008/09 | Real Sociedad B | Hiszpania | Segunda División B | 9     | 2      |
| 2009/10 | Real Sociedad   | Hiszpania | Segunda División   | 36    | 6      |
| 2010/11 | Real Sociedad   | Hiszpania | Primera División   | 11    | 3      |
| 2011/12 | Real Sociedad   | Hiszpania | Primera División   | 36    | 10     |
| 2012/13 | Real Sociedad   | Hiszpania | Primera División   | 34    | 13     |
| 2013/14 | Real Sociedad   | Hiszpania | Primera División   | 31    | 8      |
| 2014/15 | Real Sociedad   | Hiszpania | Primera División   | 31    | 7      |
| 2015/16 | Real Sociedad   | Hiszpania | Primera División   | 16    | 13     |
| 2017/18 | Real Sociedad   | Hiszpania | Primera División   | 11    | 0      |

## Kariera reprezentacyjna
W swojej karierze Agirretxe grał w reprezentacji Hiszpanii U-16 i U-17.